# پرودا
پرودا (روسی: Продо) شرکت کشاورزی روس است، که در سال ۲۰۰۰ تأسیس شد.